# Jüdische Gemeinde Hüttenbach
Die Jüdische Gemeinde in Hüttenbach, einem Gemeindeteil von Simmelsdorf im mittelfränkischen Landkreis Nürnberger Land in Bayern, geht in die Zeit des 16. Jahrhunderts zurück. Sie bestand bis 1938.

## Geschichte
Bereits vor 1431 lebten Juden am Ort. Von den aus der Stadt Nürnberg 1499 vertriebenen jüdischen Familien haben sich mehrere in Hüttenbach niedergelassen. Aus dem Jahr 1580 ist ein Schutzbrief für die Juden des Ortes erhalten.
Die jüdischen Familien lebten vom Vieh- und Warenhandel. Um 1650 gestattete Herzog Christian August (1622–1708) von Pfalz-Sulzbach jüdischen Handelsleuten aus Schnaittach, Hüttenbach, Ottensoos, Neuhaus und Forth, ihre Geschäftstätigkeit auch auf pfalz-sulzbachisches Gebiet zu verlegen. Die jüdische Gemeinde in Hüttenbach gehörte mit den Nachbargemeinden Ottensoos, Schnaittach und Forth zum Rabbinatsverband ASchpaH, der auch einen gemeinsamen Friedhof in Schnaittach besaß.

## Einrichtungen
Die jüdische Gemeinde in Hüttenbach besaß eine Synagoge (Neubau 1844), eine jüdische Schule (Konfessionsschule von 1828 bis 1919, danach Religionsschule; die Schule war nach 1884 im Gebäude Burkhardgasse 3) und ein rituelles Bad (im Keller des Schulhauses Burkhardgasse 3). Eine alte Mikwe befand sich im Haus Bürgermeister-Roth-Straße 3, die im Jahr 1988 wiederentdeckt wurde.
Zur Besorgung religiöser Aufgaben war ein Lehrer angestellt, der zugleich als Vorbeter und Schochet tätig war.
Die jüdische Gemeinde Hüttenbach gehörte im 19./20. Jahrhundert zum Rabbinatsbezirk Schnaittach, nach dessen Auflösung zum Distriktsrabbinat Schwabach und seit Juli 1932 zum Distriktsrabbinat Ansbach.

## Gemeindeentwicklung
| Jahr       | Gemeindemitglieder        |
| ---------- | ------------------------- |
| 1615       | 8 Familien                |
| 1732       | 42 Familien               |
| 1770/71    | 62 Familien               |
| 1799       | 286 Personen              |
| 1811       | 339 Personen              |
| 1867       | 208 Personen              |
| 1893       | 112 Personen              |
| 1925       | 41 Personen               |
| 1.2.1933   | 33 Personen               |
| 8.4.1933   | 20 Personen               |
| 9.11.1938  | 12 Personen               |
| 10.11.1938 | 6 Personen                |
| 29.11.1938 | keine jüdischen Einwohner |

## Nationalsozialistische Verfolgung
Ab 1933 ist ein Teil der jüdischen Gemeindemitglieder auf Grund der Folgen des wirtschaftlichen Boykotts, der zunehmenden Entrechtung und der Repressalien nach Nürnberg, Bamberg und Fürth weggezogen beziehungsweise ausgewandert.
Im November 1933 wurde den jüdischen Viehhändlern von Hüttenbach das Betreten des Viehmarktes verboten. Im April 1938 weigerten sich die Bäcker des Dorfes, den Juden Brot zu verkaufen.
Nach dem Novemberpogrom 1938 verließen die letzten jüdischen Bürger den Ort, denn am 18. November 1938 waren die Häuser und der sonstige Besitz der sechs noch verbliebenen jüdischen Einwohner beschlagnahmt worden.
Das Gedenkbuch des Bundesarchivs verzeichnet 37 in Hüttenbach geborene jüdische Bürger, die dem Völkermord des nationalsozialistischen Regimes zum Opfer fielen.
Siehe auch: Liste der Stolpersteine in Simmelsdorf

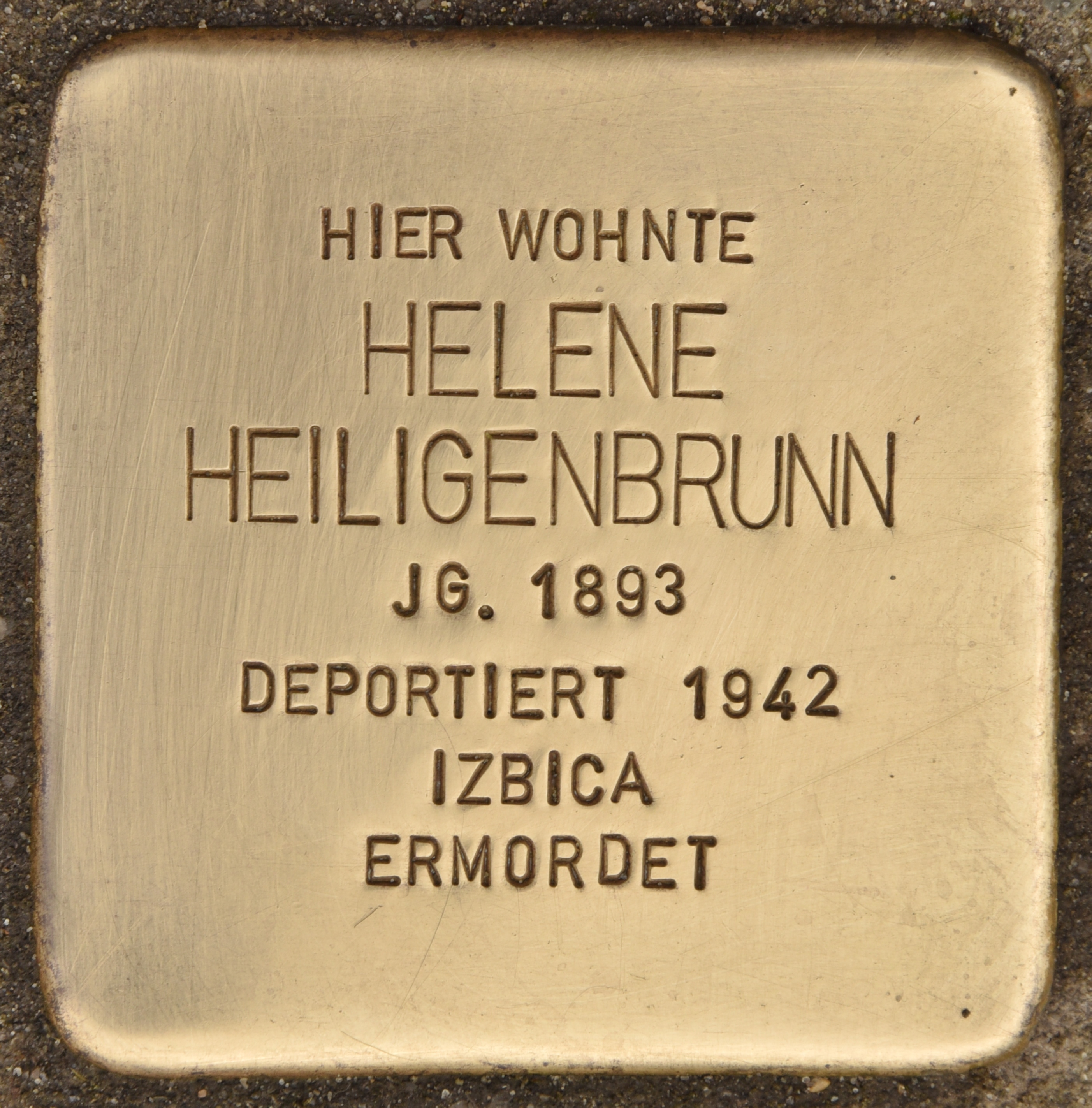
Stolperstein für Helene Heiligenbrunn
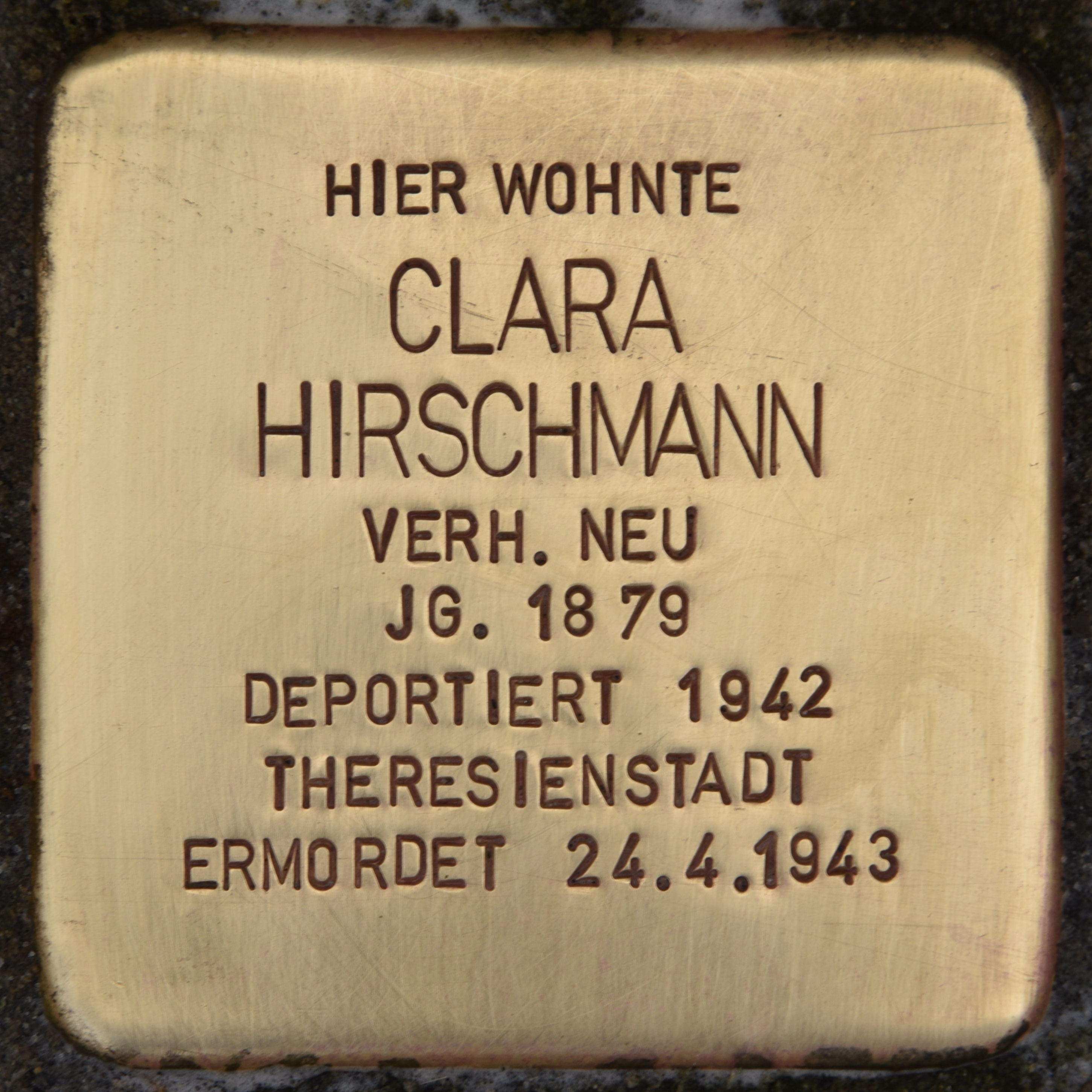
Stolperstein für Clara Hirschmann
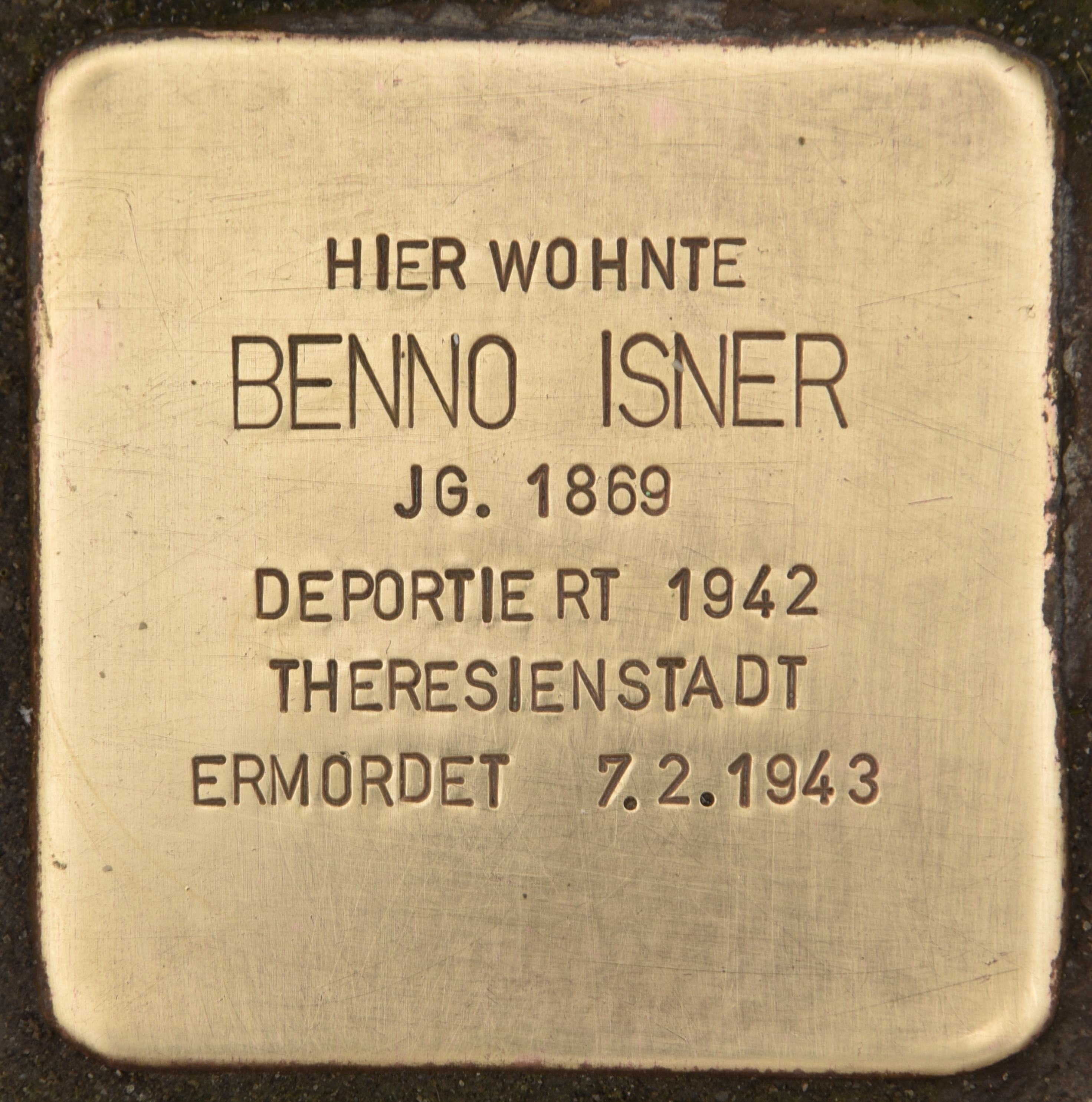
Stolperstein für Benno Isner
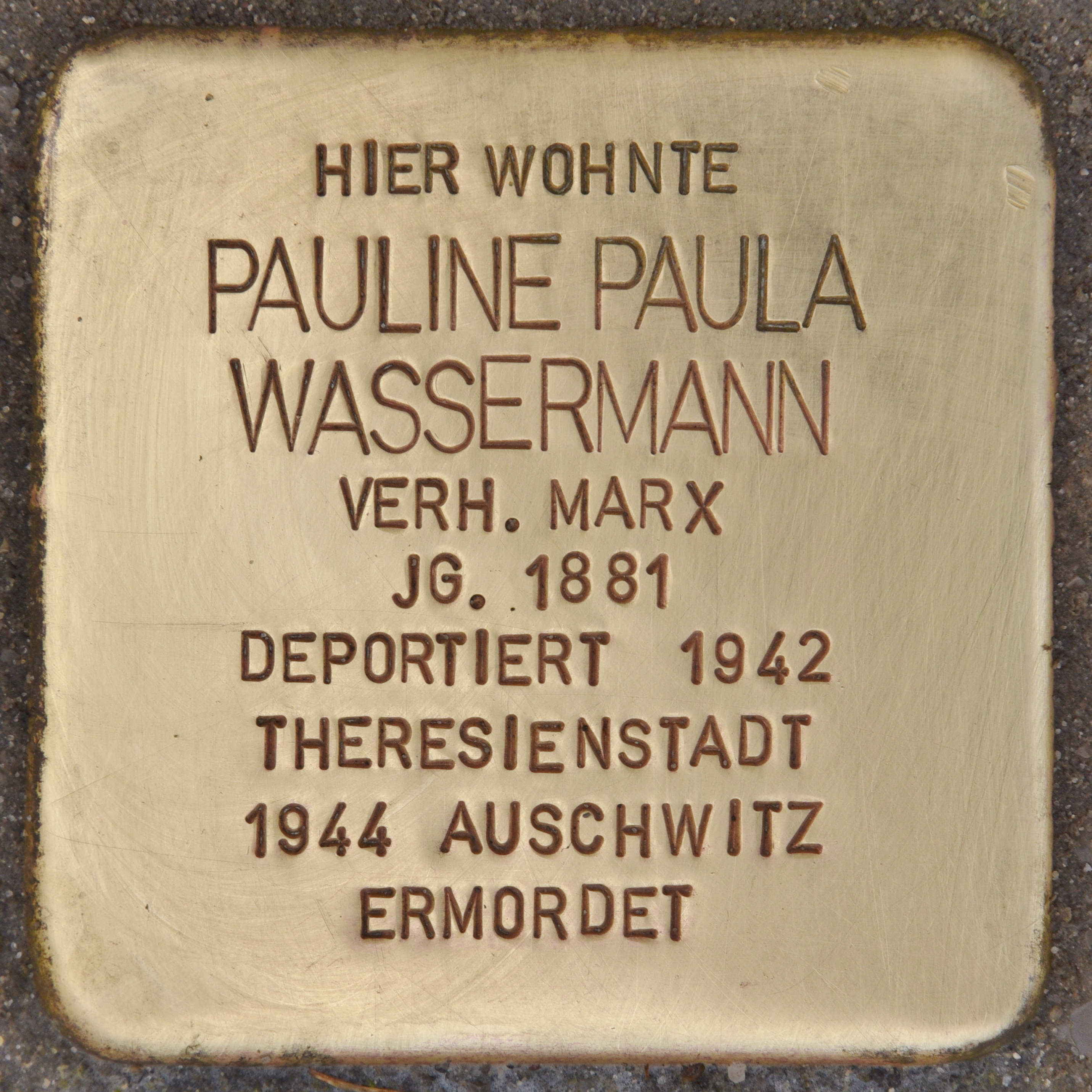
Stolperstein für Pauline Paula Wassermann

## Persönlichkeiten
- Isak Bernhard (= Seligmann Bär) Lamm (1804–1882) war von 1828 bis 1881 als Elementarlehrer beschäftigt.
- Hugo Burkhard (geb. 1899 in Hüttenbach; gest. 7. Dezember 1971) kam nach der Emigration aus San Francisco nach Deutschland zurück. Burkhard wurde auf dem Neuen Jüdischen Friedhof in Nürnberg bestattet. In Hüttenbach ist die Burkhardgasse nach ihm benannt.